# Busachi
Busachi – miejscowość i gmina we Włoszech, w regionie Sardynia, w prowincji Oristano. Graniczy z Allai, Fordongianus, Ghilarza, Samugheo, Ortueri i Ula Tirso.
Według danych na rok 2004 gminę zamieszkiwało 1631 osób, 27,6 os./km².